# أنواع الصحافة
يشير مصطلح أنواع الصحافة إلى أنماط أو مجالات أو أنواع الصحافة المختلفة، التي يمكن الاختيار من بينها عند الكتابة في وصف الأحداث.
وغالبًا ما تشتمل الصحف والمجلات الدورية على مقالات خاصة (انظر أسلوب المقالات الخاصة) يكتبها الصحفيون، فالعديد من هؤلاء الصحفيين متخصصون في هذا الشكل من الكتابة الصحفية على نحو متعمّق.
وعادةً ما تمثل المقالات الخاصة الأشكال الأطول من الكتابة؛ ويتم التركيز بشكل أكبر على نمط الكتابة في هذا النوع من المقالات الإخبارية المباشرة. وغالبًا ما تكون هذه المقالات مصحوبة بصور أو رسومات أو غيرها من أشكال «الفن». كذلك، قد يتم تمييزها باستخدام التأثيرات المطبعية أو الألوان.
إن كتابة المقالات الخاصة يعد أمرًا أكثر إلحاحًا من كتابة القصص الإخبارية المباشرة، وذلك لأنه في حين يجب على الصحفي بذل نفس القدر من الجهد لجمع الأخبار ونقل وقائع الخبر بدقة، فإنه يجب عليه كذلك العثور على طريقة إبداعية ومثيرة للاهتمام حتى يتسنى له كتابتها. ويتعين أن تجذب المقدمة (أو أول أو ثاني فقرتين من الخبر؛ انظر الفقرة الأساسية) انتباه القارئ، وفي نفس الوقت تجسد أفكار المقالة بدقة.
في النصف الأخير من القرن العشرين، انطمس الخط الفاصل بين إعداد التقارير الإخبارية المباشرة وكتابة المقالات الخاصة. واليوم ينتهج الصحفيون وكاتبو المنشورات أساليب مختلفة من الكتابة. ومن أمثلة أولئك الصحفيين الذي تبنوا أساليب مختلفة في الكتابة توم وولف وجاي تالسي وهانتر إس. تومسون. وتذهب صحف (أربان) والصحف البديلة الأسبوعية لأبعد من ذلك في طمس هذا الفرق بين كلا النوعين، وتشتمل العديد من المجلات على مقالات خاصة أكثر من الأخبار المباشرة.
وقد استخدمت بعض عروض الأخبار التليفزيونية التنسيقات البديلة، وفي نفس الوقت لا ينظر النقاد التقليديون إلى العديد من العروض التليفزيونية التي تدعي أنها عروض إخبارية على هذا النحو، نظرًا لأن محتوى تلك الأخبار وأساليبها لا يلتزم بالمعايير الصحفية المقبولة. وعلى الجانب الآخر، تعد الإذاعة الوطنية العامة (NPR)، أحد الأمثلة الجيدة التي توضح استخدام التقارير الإخبارية المباشرة، والمقالات الخاصة، فضلاً عن الدمج بين كلا النوعين، تلبيةً لمعايير الجودة العالية عادةً. وقد حققت المؤسسات الإخبارية الإذاعية العامة الأمريكية الأخرى نتائج مماثلة. وفي نفس الوقت، لا تزال غالبية الصحف تحافظ على الفرق الواضح بين الأخبار والمقالات الخاصة، كما تتبنى هذا النهج معظم المؤسسات الإخبارية التليفزيونية والإذاعية.

## صحافة التربص
يشير مفهوم صحافة التربص إلى الأساليب العدوانية التي يمارسها الصحفيون لمواجهة الأشخاص وتوجيه الأسئلة إليهم بشكل مفاجئ، أولئك الأشخاص الذين عادةً لا يرغبون في التحدث إلى صحفي. ولقد اتجه الصحفيون التليفزيونيون إلى تطبيق هذه الممارسة بشكل خاص، في العروض الإخبارية مثل برنامج ذا أورايلي فاكتور (The O'Reilly Factor) وبرنامج 60 دقيقة (60 Minutes) بواسطة المراسل جيرالدو ريفيرا وغيره من المراسلين العاملين بالتليفزيون المحلي المتخصصين في إجراء التحقيقات.
وقد تلقت هذه الممارسة نقدًا حادًا من الصحفيين وغيرهم نظرًا لأنها نهج يتسم بـ عدم الأخلاقية والحماسية، في حين دافع البعض عن هذه الممارسة باعتبارها السبيل الوحيد لمحاولة إتاحة الفرصة أمام أولئك الخاضعين لهذا النهج للتعليق، ومن ثَم إعداد التقرير. وعادةً ما يُستشف ذلك من ملاحظة مستوى الاعتداء الجسدي الذي يتعرض له الصحفي، وفي الوقت المسموح به للحصول على رد متواصل دون انقطاع.

## صحافة المشاهير أو الأشخاص
هناك مجال آخر من مجالات الصحافة التي زادت من حيث مكانتها في القرن العشرين والمعروفة باسم صحافة «المشاهير» أو «الأشخاص»، والتي تركز على الحياة الشخصية للأشخاص، وبخاصة المشاهير، بما في ذلك ممثلو الأفلام والمسارح، والفنانون الموسيقيون، والعارضات والمصورون، وغيرهم من الشخصيات البارزة في مجال الترفيه، فضلًا عن أولئك الذين ينشدون لفت الانتباه، مثل السياسيين والأشخاص الذين حازوا على انتباه العامة من الجمهور، كأولئك الأشخاص الذين فعلوا شيئًا يستحق النشر.
وفي مجال كتابة أعمدة القيل والقال ومجلات القيل والقال المنشورة بالصحف، أصبحت صحافة المشاهير محط تركيز الصحف الصغيرة الوطنية أمثال مجلات ناشيونال إنكويرر (National Enquirer)، مثل مجلة بيبول (People) ويو إس الأسبوعية (Us Weekly)، إلى جانب العروض التليفزيونية التي تتمتع بحق البث دون الاعتماد على شبكات البث مثل إنترتينمنت تونايت (Entertainment Tonight) وإنسايد إيديشن (Inside Edition) وذا إنسايدر (The Insider) والوصول إلى هوليود (Access Hollywood) وإكسترا (Extra)، والشبكات السلكية مثل إي! (E!) وشبكة أي وإي (A&E Network) وذا بايوجرافي تشانيل (The Biography Channel)، وغيرها العديد من أشكال الإنتاج التليفزيوني وآلاف المواقع الإلكترونية. وتتيح معظم وسائل الإعلام الإخبارية الأخرى تغطية إعلامية للمشاهير والأشخاص.
في السنوات الأخيرة، تم تناول أخبار العائلات الملكية بنفس الطريقة التي يتم بها تناول أخبار المشاهير، ولكن ليس دائمًا بالطريقة التي يتم بها الحديث عن الممثلين أو السياسيين. فقد أصبحت التغطية الإخبارية لجانب الملكية أكثر تركيزًا على تناول لمحات من حياة أفراد العائلات الملكية. ومن أمثلة المصادر التي تتناول الحديث عن الملكية بهذه الطريقة صحف تيليغراف وذا دايلي ميل، فضلاً عن تلك الصحف المتخصصة في تناول أخبار الملكية بشكل حصري كصحيفة رويال سنترال (Royal Central).
وتختلف صحافة المشاهير عن كتابة المقالات الخاصة من حيث إنها تركز على الأشخاص المشهورين بالفعل أو أولئك الأشخاص الذين لديهم جاذبية على نحو خاص، كما أنها غالبًا ما تغطي أخبار المشاهير بشكل هوسي، إلى الحد الذي يصل بهؤلاء الصحفيين لدرجة التصرف بشكل غير أخلاقي في سبيل القيام بالتغطية. وقد اتجه المصورون الصحفيون، ويقصد بهم أولئك المصورون الذين يتعقبون المشاهير باستمرار في سبيل التقاط صور محرجة لهم، إلى تحديد خصائص صحافة المشاهير.

## استنساخ البيانات الصحفية حرفيًا
يشير مفهوم استنساخ البيانات الصحفية حرفيًا إلى إنشاء المقالات من البيانات الصحفية والأخبار التي يتم شراؤها من الوكالات الإخبارية وغيرها من المواد غير الأصلية.

## صحافة التقارب
هو شكل ناشئ من أشكال الصحافة، يجمع بين أشكال مختلفة من الصحافة، مثل الطباعة والتصوير الفوتوغرافي والفيديو، في قطعة واحدة أو مجموعة من القطع. ويمكن العثور على صحافة التقارب في مواقع مثل سي إن إن وغيره من العديد من المواقع الإخبارية.

## صحافة الجونزو
صحافة الجونزو هي نوع من الصحافة روّج لها الكاتب الأمريكي هانتر طومسون، مؤلف روايات الخوف والبغض في لاس فيغاس (Fear and Loathing in Las Vegas) والخوف والبغض في مضمار الحملة 72 (Fear and Loathing on the Campaign Trail '72) وكنتاكي ديربي منحرف وضال (The Kentucky Derby is Decadent and Depraved)، وغيرها من القصص والكتب الأخرى. وتتميز صحافة الجونزو بأسلوبها المترنح ولغتها البذيئة والاستخفاف الظاهري بأشكال وعادات الكتابة الصحفية التقليدية. والأهم من ذلك، أنه يتم التخلي عن الموضوعية التقليدية التي يتبعها الصحفي عادةً من خلال الانغماس في الخبر نفسه، كما هو الحال في الصحافة الحديثة، ويتم عمل التحقيقات الصحفية من المنظور المباشر التشاركي في بعض الأحيان باستخدام شخصية خيالية بديلة عن المؤلف مثل شخصية راؤول دوك، التي استخدمها الكاتب تومسون. وبهذا تسعى صحافة الجونزو إلى تقديم وجهة نظر متعددة الجوانب حول خبر معين، مستمد من ثقافة ورياضات ومصادر سياسية وفلسفية وأدبية شائعة. ويمكن وصف صحافة الجونزو بأنها تركيبية أو غير تقليدية. ويبقى هذا النوع سمة من سمات المجلات الشعبية، مثل مجلة رولينج ستون (Rolling Stone). وفي نفس الوقت، يشتمل هذا النوع على قدر كبير من القواسم المشتركة بينه وبين الصحافة الحديثة والصحافة عبر الإنترنت (انظر ما سبق). ويمكن العثور على أحد الأمثلة الحديثة لممارسي صحافة الجونزو متمثلًا في روبرت يانج بيلتون في سلسلته المعروفة باسم «أكثر الأماكن خطورة بالعالم (The World's Most Dangerous Places)»، المنشورة في موقع إيه بي سي نيوز دوت كوم (ABCNews.com) أو كيفن سايتس في سلسلة برعاية موقع ياهو تتناول مناطق الحرب تحت عنوان «في قلب المناطق الساخنة» (In The Hot Zone)

## الصحافة الاستقصائية
تعد الصحافة الاستقصائية مصدرًا رئيسيًا للمعلومات. فغالبًا ما تركز الصحافة الاستقصائية على الجانب الاستقصائي وكشف السلوك غير الأخلاقي والمنافي للآداب وغير القانوني الذي يمارسه الأفراد والشركات والوكالات الحكومية، ويمكن أن يكون هذا النوع من الصحافة معقدًا ويستغرق وقتًا طويلًا ومكلفًا، حيث يتطلب وجود فرق من الصحفيين أو أشهرًا من البحث أو إجراء المقابلات (مقابلات متكررة في بعض الأحيان) مع العديد من الأشخاص أو السفر مسافات طويلة أو وجود أجهزة الكمبيوتر لتحليل قواعد البيانات العامة والقياسية أو الاستعانة بموظفين قانونيين من الشركة لتأمين الوثائق بموجب قوانين حرية المعلومات.
ونظرًا لتكلفتها العالية وطبيعتها التصادمية أصلًا، غالبًا ما يكون هذا النوع من المراسلة أول من يتأثر بحالات خفض الميزانية أو التدخلات من خارج قسم الأخبار. إن التحقيقات الاستقصائية التي يكون هناك فشل في تنفيذها على نحو جيد يمكن كذلك أن تعرض الصحفيين والمؤسسات الإعلامية لرد فعل سلبي من الخاضعين للتحقيقات الصحفية والجمهور المتابِع، فضلاً عن اتهامات بـ صحافة اصطياد المشاهير. وفي حالة إجرائها بشكل صحيح، يمكنها أن تجذب انتباه العامة والحكومة حول المشاكل والحالات التي يرى العامة أنها بحاجة للمعالجة، كما يمكنها الفوز بجوائز وكسب الاعتراف بالصحفيين المعنيين ووسيلة الإعلام التي قامت بالمراسلة.

## الصحافة الحديثة
كان مصطلح الصحافة الحديثة الاسم الذي يطلق على نمط كتابة الأخبار والصحافة في فترات ستينيات القرن العشرين وسبعينيات القرن ذاته؛ حيث كانت تُستخدم التقنيات الأدبية التي كانت تبدو غير تقليدية في ذلك الوقت. ثم اتجه توم وولف إلى تدوين هذا المصطلح بمعناه الحالي في مجموعة المقالات الصحفية عام 1973.
ويتسم هذا النوع باستخدام أجهزة محددة من الخيال الأدبي، مثل الخطابات الحوارية، ووجهة نظر الشخص المتكلم، مع تسجيل التفاصيل اليومية ورواية الخبر باستخدام المشاهد المسرحية. وعلى الرغم من أن هذا المصطلح يبدو غير منضبط في بداية استخدامه، فإن الصحافة الحديثة تحتفظ بالعناصر المتبعة في إعداد التقارير، بما في ذلك الالتزام الصارم بدقة الوقائع واعتبار الكاتب المصدر الرئيسي. ولمعرفة ما يدور «داخل عقل» شخصية ما، يتساءل الصحفي ما الذي كانوا يفكرون به أو كيف كانوا يشعرون حيال الموضوع؟
ونظرًا لأسلوبها غير التقليدي، تُستخدم الصحافة الحديثة عادةً في كتابة المقالات الخاصة أو مشاريع إعداد التقارير بحجم الكتاب.
ويعد الصحفيون الجدد كذلك كتّاب الروايات الخيالية والنثر. وبالإضافة إلى وولف، فإنه من بين أولئك الكتّاب الذين يندرجون تحت مصطلح «الصحافة الحديثة» نورمان ميلر وهانتر طومسون وجوان ديديون وترومان كابوت وجورج بليمبتون وجاي تالسي.

## صحافة العلوم
يجب على الصحفيين المتخصصين في مجال العلوم أن يتمتعوا بالقدرة على فهم وترجمة المعلومات التقنية، التي غالبًا ما تكون محمّلة بالمصطلحات وتقديمها في شكل تقارير شيقة يستوعبها المتابعون لوسائل الإعلام الإخباري.
كذلك، يجب على الصحفيين المتخصصين في مجال العلوم اختيار أي التطورات التي تستحق تناولها بالتغطية الإخبارية، فضلًا عن تغطية النزاعات التي تحدث داخل الأوساط العلمية مع الالتزام باتباع ميزان العدالة بين كلا الجانبين، ولكن أيضًا مع تحري الأمانة في كشف الحقائق. وكثيرًا ما تم انتقاد صحافة العلوم لتضخيمها مستوى الانشقاق داخل الأوساط العلمية في موضوعات مثل الاحترار العالمي، ونقل التكهنات على أنها حقيقة.

## صحافة الرياضة
تغطي صحافة الرياضة جوانب كثيرة من المنافسات الرياضية التي يمارسها الأشخاص، ويمثل هذا النوع جزءًا لا يتجزأ من معظم المواد الصحفية بما في ذلك، الصحف والمجلات والنشرات الإخبارية التي تبث عبر الراديو والتليفزيون. وفي حين يوجد بعض النقاد الذين لا يعتبرون أن صحافة الرياضة تمثل نوعًا حقيقيًا من الصحافة، غير أن شهرة الألعاب الرياضية في الثقافة الغربية قد برر إثارة انتباه الصحفيين ليس للأحداث التنافسية في مجال الرياضة فحسب، بل أيضًا للرياضيين أنفسهم والأعمال التجارية الخاصة بالرياضة.
وقد جرت العادة أن تتسم الكتابة في صحافة الرياضة في الولايات المتحدة بأسلوب أكثر مرونة وأكثر إبداعًا وأكثر تعنتًا عن كتابة الصحافة التقليدية؛ ولا يزال التركيز على مبدأ الدقة والعدالة الكامنة جزءًا من صحافة الرياضة. كذلك، يعد التركيز على الوصف الدقيق للأداء الإحصائي بالنسبة للرياضيين جانبًا هامًا من صحافة الرياضات.

## أنواع أخرة
- صحافة المواطن
- صحافة القصص المصورة
- صحافة البيانات
- صحافة الطائرات دون طيار
- صحافة المغامرة
- صحافة الترفيه
- صحافة بيئية
- صحافة الأطفال
- صحافة الموضة
- صحافة ابتكارية
- صحافة رقمية
- وسائط الإعلام التشاركية
- صحافة خدمية
- صحافة الفيديو